# Phylloscopus griseolus
A Phylloscopus griseolus a verébalakúak (Passeriformes) rendjébe, ezen belül a füzikefélék (Phylloscopidae) családjába és a Phylloscopus nembe tartozó faj. 10-12 centiméter hosszú. Közép-Ázsia és Belső-Ázsia száraz dombvidéki és hegyi erdős, bokros területein költ, Indiában telel. Többnyire rovarokkal, csigákkal táplálkozik. Áprilistól augusztusig költ.

## Fordítás
- Ez a szócikk részben vagy egészben  a   Sulphur-bellied warbler című angol Wikipédia-szócikk fordításán alapul.  Az eredeti cikk szerkesztőit annak laptörténete sorolja fel. Ez a jelzés csupán a megfogalmazás eredetét és a szerzői jogokat jelzi, nem szolgál a cikkben szereplő információk forrásmegjelöléseként.